# آرپاژون-سور-کر
آرپاژون-سور-کر (به فرانسوی: Arpajon-sur-Cère) یک کمون در فرانسه است که در کانتال واقع شده‌است. آرپاژون-سور-کر ۴۷٫۶۷ کیلومتر مربع مساحت دارد ۶۰۰ متر بالاتر از سطح دریا واقع شده‌است.

## خواهرخوانده
شهرهای بوخولت، بستلو و Bougouni خواهرخوانده‌های آرپاژون-سور-کر هستند.